# 鸡冠棱子芹
鸡冠棱子芹（学名：Pleurospermum cristatum）为伞形科棱子芹属的植物，是中国的特有植物。分布于中国大陆的甘肃、青海、宁夏、湖北、陕西、河南、四川、山西等地，生长于海拔1,300米至2,600米的地区，多生在山坡林缘和山沟草地上，目前尚未由人工引种栽培。